# Maurice Finnerty
Pour les articles homonymes, voir Finnerty.
Maurice Patrick Finnerty (19 juin 1913-11 juin 1977) est un homme politique canadien de la Colombie-Britannique. Il est député provincial libéral pour la circonscription britanno-colombienne de Similkameen de 1949 à 1952. Il est membre du gouvernement de coalition pendant son mandat.
Finnerty est aussi maire de Penticton de 1962 à 1967.

## Biographie
Né à Fort Frances dans l'ouest de l'Ontario, Finnerty sert dans les Seaforth Highlanders pendant la Seconde Guerre mondiale. Après le conflit, il débute sa propre entreprise d'assurance. Propriétaire jusqu'en mai 1972 des stations de radio CKOR (en), CKOK, CKGF (en) et CKOO (en), respectivement à Penticton, Grand Forks et Osoyoos, Finnerty sert aussi comme président de la B.C. Association of Radio and Television Broadcasters.
Finnerty meurt à Penticton en juin 1977 à l'âge de 64 ans.